# Хендрикс, Элейн
Кэ́трин Эле́йн Хе́ндрикс (англ. Katherine Elaine Hendrix; род. 28 декабря 1970, Ок-Ридж) — американская актриса, режиссёр, сценарист, продюсер и певица.

## Биография
Родилась 28 декабря 1970 года в Ок-Ридже (штат Теннесси, США) в семье ирландского, итальянского и датского происхождения. У Элейн есть брат и сестра — Дэвид Мэхер и Стефани Смит.
Элейн начала карьеру актрисы в 1992 году и прославилась с ролью Мередит Блейк в фильме 1998 года «Ловушка для родителей». За свою кинокарьеру снялась более чем в 140 фильмах и телесериалах.
В 2008 году Элейн получила премию «Albuquerque Duke City Shootout» в категории «Лучшая актриса» за роль в фильме «Пища для размышления».
В свободное от съёмок время она активно занимается спасением и защитой животных.

## Избранная фильмография
| Год       |     | Русское название                     | Оригинальное название                  | Роль               |
| --------- | --- | ------------------------------------ | -------------------------------------- | ------------------ |
| 1993—1994 | с   | Дни нашей жизни                      | Days of our Lives                      | Бренди Филдс       |
| 1997      | ф   | Роми и Мишель на встрече выпускников | Romy and Michele's High School Reunion | Лиза Людер         |
| 1998      | ф   | Ловушка для родителей                | The Parent Trap                        | Мередит Блейк      |
| 2003      | ф   | Инспектор Гаджет 2                   | Inspector Gadget 2                     | Джи-2              |
| 2003—2005 | с   | Новая Жанна д’Арк                    | Joan of Arcadia                        | мисс Личак         |
| 2004      | док | Сила мысли: Что мы об этом знаем     | What the Bleep Do We Know!?            | Дженифер           |
| 2006      | ф   | Свидание вслепую                     | Coffee Date                            | Бонни              |
| 2009      | с   | Касл                                 | Castle                                 | Мелисса Тэлбот     |
| 2010—2011 | с   | 90210: Новое поколение               | 90210                                  | Рене               |
| 2011      | ф   | Крошка из Беверли-Хиллз 2            | Beverly Hills Chihuahua 2              | Колин Мэнсфилд     |
| 2015      | ки  | Resident Evil: Revelations 2         | Resident Evil: Revelations 2           | Алекс Вескер       |
| 2015—2016 | с   | Секс, наркотики и рок-н-ролл         | Sex&Drugs&Rock&Roll                    | Эва                |
| 2017      | ф   | Выстрел                              | Shot                                   | медсестра Марси    |
| 2019      | с   | Доказанная невиновность              | Proven Innocent                        | Сьюзан Элдерс      |
| 2019      | ф   | Следи за дорогой                     | Adopt a Highway                        | Дайан Спринг       |
| 2019—2021 | с   | Династия                             | Dynasty                                | Алексис Керрингтон |